# شهرستان فلوید (آیووا)
شهرستان فلوید، آیووا (به انگلیسی: Floyd County, Iowa) شهرستانی در ایالات متحده آمریکا است که در آیووا واقع شده‌است.